# Hôtel des Boecklin de Boecklinsau
L'hôtel des Boecklin de Boecklinsau est un monument historique situé à Strasbourg, dans le département français du Bas-Rhin.
Il abrite depuis les années 1920 le Foyer de l'étudiant catholique (FEC) et son restaurant universitaire.

## Localisation
Ce bâtiment est situé au 17, place Saint-Étienne à Strasbourg.

## Historique

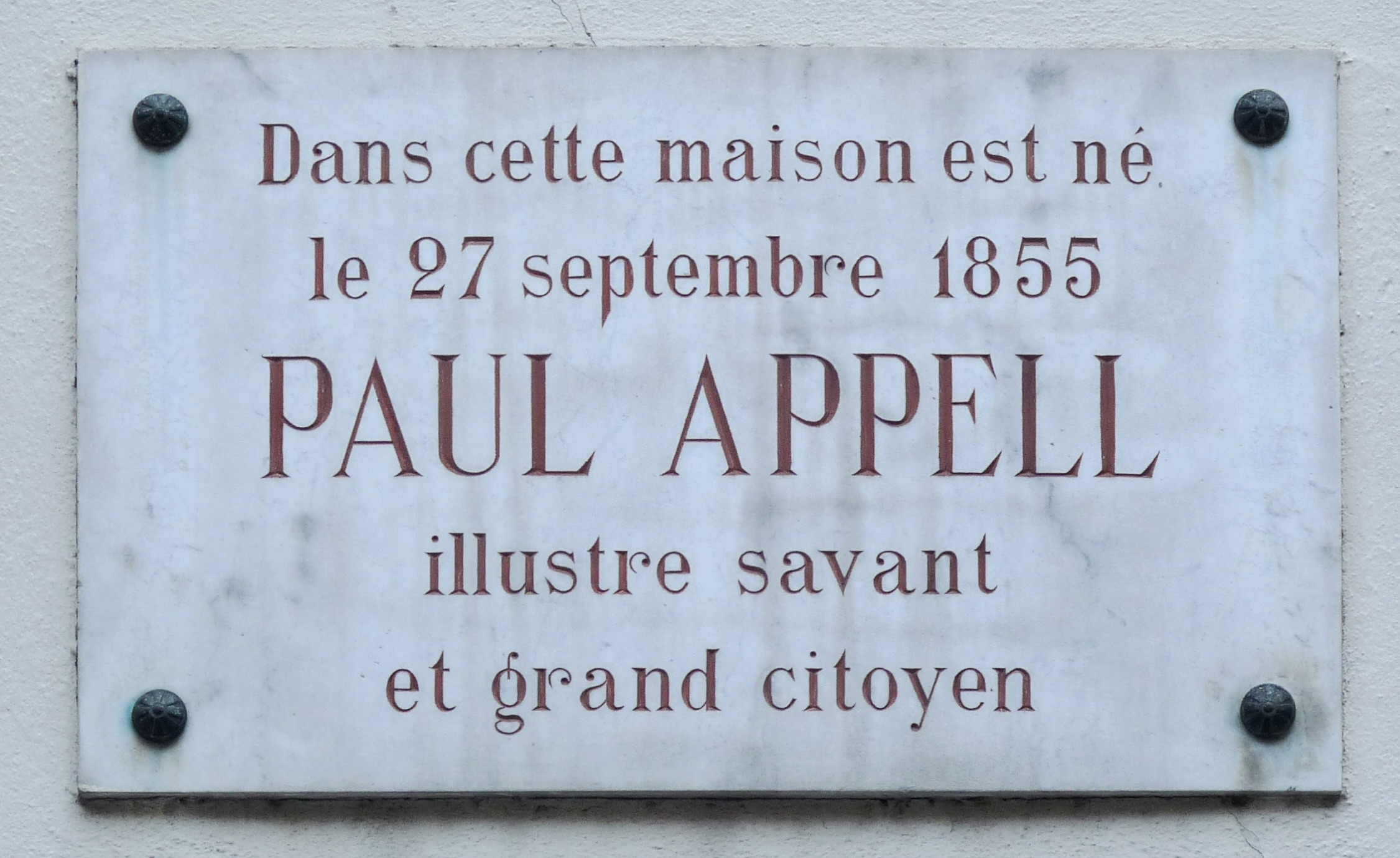
Plaque à la mémoire de Paul Appell

Le mathématicien Paul Appell est né dans cette maison le 27 septembre 1855.
L'édifice fait l'objet d'un classement au titre des monuments historiques depuis 1927.
Le bâtiment accueille le foyer de l'étudiant catholique de Strasbourg et un restaurant universitaire.